# Audre phyciodes
Audre phyciodes är en fjärilsart som beskrevs av Hayward 1949. Audre phyciodes ingår i släktet Audre och familjen Riodinidae. Inga underarter finns listade i Catalogue of Life.